# Membraan van Bowman
De membraan van Bowman of de lamina limitans anterior corneae is een dunne laag van het hoornvlies, die gelegen is tussen twee van de drie basale lagen van de cornea, de stromacellen en de epitheelcellen aan de voorzijde. Zij bestaat uit sterke collageenvezels, die het hoornvlies zijn vorm behouden. De basale cellen van het plaveiselepitheel zijn verankerd in deze stevige basale membraan. Beschadiging van de membraan van Bowman leidt normaal gesproken tot verlittekening.
De membraan is vernoemd naar de Londense anatoom, chirurg en oogarts Sir William Bowman (1816-1892), die de membraan ontdekte.